# پریان پری
پریان پری (نام علمی: Pachyptila turtur) نام یک گونه از سرده پریان است.